# شنقرة (الشغادرة)

تعديل مصدري - تعديل

شنقرة هي إحدى قرى عزلة داهم بمديرية الشغادرة التابعة لمحافظة حجة، بلغ تعداد سكانها 321 نسمة حسب تعداد اليمن لعام 2004.